# Rotación de la Tierra

Animación de la rotación de la Tierra creada con Blender usando texturas de la NASA

Rotación de la Tierra fotografiada por el DSCOVR EPIC el 29 de mayo de 2016

Rotación vista desde la nave espacial de Apolo 13

La rotación es uno de los movimientos de la Tierra que consiste en girar en torno a su propio eje. La Tierra gira de oeste a este, al igual que el resto de planetas del sistema solar (con la excepción de Venus y Urano). Tomando al polo norte como punto de vista, la Tierra gira en sentido antihorario. Un giro completo en relación con una estrella fija dura exactamente 23 horas, 56 minutos y 4 segundos. Este movimiento se hace patente con el péndulo de Foucault cuya masa considerable se suspende de un punto a gran altura para independizar su movimiento del propio movimiento de rotación terrestre, es decir, del suelo, aunque no se puede independizar de manera absoluta del movimiento del punto del techo de donde se suspende.
La velocidad angular de rotación de La Tierra es de 7,27 x 10-5 rad/s con una velocidad lineal de 1670 km/h en el ecuador, disminuyendo este valor conforme nos acercamos a los polos (donde el valor es nulo). A lo largo de millones de años la rotación se ha ralentizado de forma significativa por interacciones gravitacionales con la Luna. Sin embargo, algunos acontecimientos de grandes proporciones, como el terremoto del océano Índico de 2004 han acelerado la rotación en tres microsegundos. El ajuste posglaciar, en marcha desde la última Edad de Hielo, está cambiando la distribución de la masa de la Tierra y, por consiguiente, modificando el momento de inercia y, a causa de la ley de conservación del momento angular, también el período de rotación.

## La medición del día terrestre
La medición del día exacto del movimiento de rotación. Como ese valor se hace cada vez más corto, se hace necesario ajustar periódicamente la medida del tiempo con un reloj atómico que es de gran precisión y no depende de la velocidad de rotación de la Tierra. Como resulta obvio, no se puede ajustar la duración del movimiento de rotación terrestre al reloj atómico (que, como hemos dicho, no depende de la duración de esa rotación) sino al contrario: cuando la hora marcada por un reloj atómico marca un segundo más que el movimiento de rotación terrestre como ha sucedido al iniciarse el año 2017, se suprime dicho segundo en la medición precisa del movimiento de rotación terrestre. En cualquier caso, esta exagerada precisión que ahora tenemos de la rotación terrestre tiene poco que ver con lo que se refiere a las consecuencias de la misma.

### Día solar medio
El promedio del día solar durante el transcurso de un año completo es un día solar medio, que contiene 86 400 segundos solares medios. Actualmente, cada uno de estos segundos es ligeramente más largo que un segundo SI porque el día solar medio de la Tierra es ahora un poco más largo de lo que era durante el siglo XIX debido a la fricción de las mareas. La duración promedio del día solar medio desde la introducción del segundo intercalar en 1871 ha sido de 0 a 2 ms más larga que 86 400 segundos SI. Las fluctuaciones aleatorias debidas al acoplamiento núcleo-manto tienen una amplitud de aproximadamente 5 ms. El segundo solar medio entre 1750 y 1892 fue elegido en 1895 por Simon Newcomb como unidad independiente del tiempo en sus «Tablas del Sol». Estas tablas se usaron para calcular las efemérides del mundo entre 1900 y 1983, por lo que este segundo se conoció como el segundo efemérides. En 1967, el segundo SI se hizo igual al segundo efemérides.

### Día estelar y sideral
El período de rotación de la Tierra relativo a las estrellas fijas, llamado su día estelar por el Servicio Internacional de Rotación de la Tierra y Sistemas de Referencia (IERS), es 86 164.098903691 segundos de tiempo solar medio (UT1) (23 h 56 m 4.098903691 s). El período de rotación de la Tierra en relación con el preceso o equinoccio vernal medio en movimiento, denominado día sidéreo, es 86 164.09053083288 segundos de tiempo solar medio (UT1) (23 h 56 m 4.09053083288 s). Por lo tanto, el día sidéreo es más corto que el día estelar en aproximadamente 8,4 ms.
Tanto el día estelar como el día sideral son más cortos que el día solar medio en aproximadamente 3 minutos y 56 segundos. El día solar medio en segundos SI está disponible del IERS para los períodos 1623-2005 y 1962-2005.

## Consecuencias de la rotación terrestre

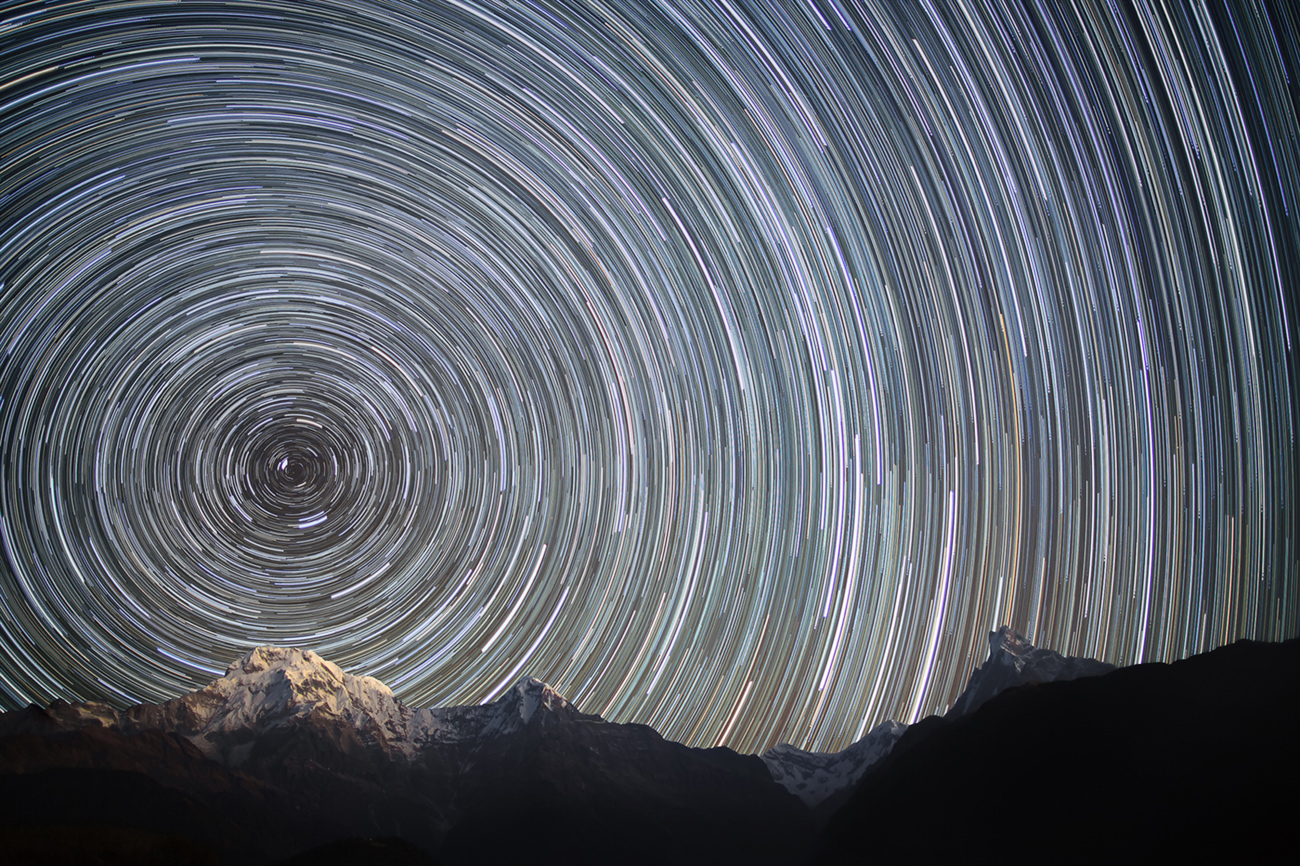
Fotografía de larga exposición del cielo nocturno del norte sobre el Himalaya que muestra las sendas aparentes de las estrellas a medida que la Tierra gira (sendas estelares)

El movimiento de rotación terrestre tiene una consecuencia muy compleja sobre los cuerpos en movimiento de la superficie terrestre. En general, se puede decir que las características de dicha consecuencia son las siguientes:
- Se trata de una serie de efectos aparentes y no reales. Aunque esta idea parece un disparate, nos servirá para aclarar cómo es el efecto de la rotación terrestre, explicado por A. Gil Olcina en el libro Geografía General I,[11] al explicar las características del efecto de Coriolis en lo que se refiere a la atmósfera, Gil Olcina señala que es el movimiento de rotación el que ejerce una acción que hace desviar los vientos hacia la izquierda en el hemisferio norte y a la derecha en el hemisferio sur. Solo que al hacer esta referencia se entiende que no es un efecto real sino aparente ya que es la superficie terrestre la que se mueve durante el movimiento de rotación mientras que el aire atmosférico y las aguas de mares, ríos y lagos solo se mueven inercialmente, es decir, como consecuencia de este movimiento y en sentido contrario.
- El movimiento de rotación terrestre ejerce un efecto tridimensional sobre los cuerpos que se mueven sobre la superficie, en especial, los líquidos (ríos, mares, océanos, lagos) y gaseosos en la atmósfera, como el viento en superficie, la convección, la subsidencia, etc. También ejercen ese efecto en algunos cuerpos sólidos, como el hielo oceánico, fluvial, lacustre o terrestre.
- Se trata de un efecto inercial, tanto en la atmósfera como en la hidrosfera (aguas continentales y marinas). Ejemplos: vientos, vientos planetarios; Corriente Ecuatorial del Norte, corriente circumpolar antártica, etc.[12]

### Sucesión del día y de la noche
Siendo la Tierra un cuerpo esférico, cualquier punto de su superficie pasará diariamente de la iluminación a la oscuridad, es decir, del día a la noche, excepción hecha de las zonas polares, donde la inclinación del eje terrestre modifica esta idea (seis meses de insolación y seis meses de oscuridad).
Esta consecuencia es muy importante y regula la vida cotidiana de los animales, incluida la especie humana, las plantas y otros reinos.
A su vez, la sucesión del día y de la noche determina la exposición diaria de la superficie terrestre a la radiación solar y a una serie de procesos de compensación en las partes sólida, líquida y gaseosa de nuestro planeta que suavizan en gran medida los valores extremos a que daría lugar una exposición directa a dicha radiación y a su carencia en el hemisferio oscuro. La atmósfera y, sobre todo, la hidrosfera, absorben gran cantidad de calor durante el día y lo ceden parcialmente durante la noche permitiendo, en consecuencia, la vida sobre la Tierra. Y sobre la distinta absorción de la radiación solar por parte de la litósfera e hidrósfera terrestres, puede consultarse el artículo sobre la diatermancia.

### Abultamiento ecuatorial y achatamiento polar

Rotación de la Tierra vista contra el fondo de la Vía Láctea. Animación de 20 exposiciones individuales con una Cámara réflex digital en una montura ecuatorial motorizada.

La rotación terrestre crea una fuerza centrífuga que tiene su valor máximo en el ecuador, dando como resultado el abombamiento ecuatorial de nuestro planeta (geosfera, hidrósfera y sobre todo, atmósfera). Dicha fuerza centrífuga ha dado origen al abultamiento ecuatorial de todo el planeta, incluyendo la parte sólida y además, al achatamiento polar. Este achatamiento polar y el abultamiento ecuatorial regulan, en ambos casos, la dinámica oceánica (corrientes marinas) de los mares y océanos y la dinámica de la atmósfera. Esto significa que el abultamiento ecuatorial de las aguas marinas y de la atmósfera se añade al abultamiento de la parte sólida de la Tierra. A su vez, las manifestaciones de ese abultamiento se han dejado sentir, en la menor densidad de los cuerpos en movimiento a lo largo de la línea ecuatorial y gran parte de la zona intertropical, lo cual afecta, a su vez, a la dirección inercial de todos los cuerpos en movimiento. Pongamos unos ejemplos:
- Reloj de péndulo. La comprobación de este hecho tuvo lugar cuando el gobierno francés envió un reloj de péndulo calibrado con gran precisión a la Guayana Francesa para medir el tiempo de manera oficial. Pero casi inmediatamente se comprobó que la hora se adelantaba cada día considerablemente. La razón de ello es que un reloj de péndulo tiene una graduación que regula la mayor o menor altura del mismo, con el resultado evidente (y contrario al de un metrónomo), de que al levantar el peso del péndulo se acelera la oscilación del mismo y al bajarlo se hace más lento. Si la medida del tiempo se adelantaba en un reloj de péndulo graduado en París, ello significaba que todo el reloj con su péndulo obviamente incluido, se encontraba a mayor altura con relación al centro de la Tierra, en la Guayana francesa, que se encuentra en la franja ecuatorial.
- Las corrientes marinas. Si no existieran los continentes, solo habría una corriente ecuatorial en la zona intertropical que, por inercia y la fuerza centrífuga cabalgaría sobre el ecuador terrestre en sentido inverso, es decir, de este a oeste. Los continentes (Asia, África y América) dividen y modifican, con la configuración de sus costas, dicha corriente y otras similares. Esta enorme corriente ecuatorial se dividiría, a su vez, en dos corrientes hemisféricas formadas como una especie de compensación en sentido oeste - este (corrientes del Golfo, Kuro Shivo, del sur de los tres grandes océanos, que se continúan con la corriente circumpolar antártica), etc.
- Los vientos. Todos los vientos planetarios (alisios y vientos del oeste, principalmente), están originados por el movimiento de rotación de la parte atmosférica de la Tierra. solo que estos vientos no se originan solo por la diferencia de presión entre masas de aire distintas, sino que su propia trayectoria y recorrido generan en su mayor parte, esas diferencias de presión.

### Efecto Coriolis
El efecto Coriolis, descrito en 1836 por el científico francés Gaspard Coriolis, es el efecto que se observa en un sistema de referencia en rotación cuando un cuerpo se encuentra en movimiento respecto de dicho sistema de referencia. Este efecto consiste en la existencia de una aceleración relativa del cuerpo en dicho sistema en rotación. Esta aceleración es siempre perpendicular al eje de rotación del sistema y a las componentes radial y tangencial de la velocidad del cuerpo.
El efecto Coriolis hace que un objeto que se mueve sobre el radio de un disco en rotación tienda a acelerarse con respecto a ese disco según si el movimiento es hacia el eje de giro o alejándose de este. Por el mismo principio, en el caso de una esfera en rotación, el movimiento de un objeto sobre los meridianos también presenta este efecto, ya que dicho movimiento reduce o incrementa la distancia respecto al eje de giro de la esfera.
Debido a que el objeto sufre una aceleración desde el punto de vista del observador en rotación, es como si para este existiera una fuerza sobre el objeto que lo acelera. A esta fuerza se le llama fuerza de Coriolis, y no es una fuerza real en el sentido de que no hay nada que la produzca. Se trata pues de una fuerza inercial o ficticia, que se introduce para explicar, desde el punto de vista del sistema en rotación, la aceleración del cuerpo, cuyo origen está en realidad, en el hecho de que el sistema de observación está rotando.